# مرارة (بعدان)

تعديل مصدري - تعديل

مرارة هي إحدى قرى عزلة الدعيس بمديرية بعدان التابعة لمحافظة إب، بلغ تعداد سكانها 645 نسمة حسب تعداد اليمن لعام 2004.